# Alex Meret
Alex Meret, (Italienskt uttal: [ˈaleks meˈret]), född 22 mars 1997, är en italiensk fotbollsmålvakt som spelar för Napoli i Serie A. Han representerar även det italienska landslaget.